# Quercus harbisonii
Quercus harbisonii är en bokväxtart som beskrevs av Charles Sprague Sargent. Quercus harbisonii ingår i släktet ekar, och familjen bokväxter.
Artens utbredningsområde är Florida. Inga underarter finns listade.